# Yugoslavian International
Die Yugoslavian International waren die offenen internationalen Meisterschaften von Jugoslawien im Badminton. Ihre einzige Austragung war im Jahr 1998. Nationale Meisterschaften von Jugoslawien wurden dagegen von 1994 bis 2002 ausgetragen und gingen danach fließend in die Meisterschaften von Serbien-Montenegro über, auf welche wiederum die Serbischen Titelkämpfe folgten. Die Austragung von Juniorenmeisterschaften begann 1997.

## Sieger
| Jahr | Herreneinzel   | Dameneinzel  | Herrendoppel                     | Damendoppel | Mixed |
| ---- | -------------- | ------------ | -------------------------------- | ----------- | ----- |
| 1998 | Jovan Marković | Jelena Obrić | Bojan Jakovljević Jovan Marković | -           | -     |